# Celaenia dubia
Celaenia dubia (O. P.-Cambridge, 1869) è un ragno appartenente alla famiglia Araneidae.

## Distribuzione
La specie è stata reperita in Australia (Nuovo Galles del Sud e Victoria)

## Tassonomia
Gli esemplari di Thlaosoma dubium O. P.-Cambridge, 1869, erano considerati di incerta attribuzione, in quanto il pattern oculare faceva propendere per la famiglia Araneidae (all'epoca denominata Epeiridae), mentre altri caratteri quali lunghezza e disposizione delle zampe e forma dell'opistosoma convogliarono l'attribuzione alla famiglia Thomisidae
Pochi anni dopo, nel 1872, un'analisi approfondita dell'aracnologo L. Koch (1872a) sugli stessi esemplari, ne modificò l'attribuzione alla famiglia Araneidae, valida tuttora.
Al 2012 non sono note sottospecie e dal 1872 non sono stati esaminati nuovi esemplari.